# Comuna Schitu, Olt
Schitu este o comună în județul Olt, Muntenia, România, formată din satele Catanele, Greci, Lisa, Moșteni și Schitu (reședința).

## Demografie
Componența etnică a comunei Schitu
     Români (92,98%)
     Alte etnii (0%)
     Necunoscută (7,02%)
Componența confesională a comunei Schitu
     Ortodocși (92,74%)
     Alte religii (0,04%)
     Necunoscută (7,22%)
Conform recensământului efectuat în 2021, populația comunei Schitu se ridică la 2.493 de locuitori, în scădere față de recensământul anterior din 2011, când fuseseră înregistrați 2.660 de locuitori. Majoritatea locuitorilor sunt români (92,98%), iar pentru 7,02% nu se cunoaște apartenența etnică. Din punct de vedere confesional, majoritatea locuitorilor sunt ortodocși (92,74%), iar pentru 7,22% nu se cunoaște apartenența confesională.

## Politică și administrație
Comuna Schitu este administrată de un primar și un consiliu local compus din 11 consilieri. Primarul, Marian Lunganu[*], de la Partidul Social Democrat, este în funcție din 2016. Începând cu alegerile locale din 2024, consiliul local are următoarea componență pe partide politice:
|  | Partid                    | Consilieri | Componența Consiliului | Componența Consiliului | Componența Consiliului | Componența Consiliului | Componența Consiliului | Componența Consiliului | Componența Consiliului | Componența Consiliului |
|  | ------------------------- | ---------- | ---------------------- | ---------------------- | ---------------------- | ---------------------- | ---------------------- | ---------------------- | ---------------------- | ---------------------- |
|  | Partidul Social Democrat  | 8          |                        |                        |                        |                        |                        |                        |                        |                        |
|  | Partidul Național Liberal | 2          |                        |                        |                        |                        |                        |                        |                        |                        |
|  | Partidul Puterii Umaniste | 1          |                        |                        |                        |                        |                        |                        |                        |                        |